# (7610) Sudbury
(7610) Sudbury ist ein Asteroid des äußeren Hauptgürtels, der am 13. Dezember 1995 vom US-amerikanischen Amateurastronomen Dennis di Cicco an seinem privaten Observatorium in Sudbury (IAU-Code 817) in Massachusetts in den Vereinigten Staaten entdeckt wurde.
Der Himmelskörper wurde am 1. Mai 2003 nach der Ortschaft Sudbury in der Metropolregion Greater Boston benannt, wo sich auch die Entdeckungssternwarte befindet.